# Христо Дограмаджиев
Христо Марков Дограмаджиев е български юрист и политик от Демократическата партия.

## Биография
Христо Дограмаджиев е роден в централния македонски български град Крушево, Османската империя, днес в границите на Северна Македония, в Сливен или в Стара Загора на 18 май 1858 година. Родителите му са Гайта Апостолова и Марко Василев. Баща му, прочут строител в Прилеп, е наричан Уста Марко (Първомайстор Марко). Поради това, че неведнъж показва българското си самосъзнание, той е подложен на преследвания от гърците и решава да се пресели във вътрешността на българските земи. Заедно със семейството си и някои от работниците си се установява в Стара Загора, след това се мести в Нова Загора, а после в Сливен. Там започват да го наричат Дограмаджиев, тъй като има склад за строителни материали и готова дограма.
Христо Дограмаджиев завършва основното си образование в Сливен. Към 1875 година учи в Галатасарайския лицей в Цариград. След Освобождението учи право и държавни науки в Брюксел, Белгия. След дипломирането си се завръща в България, става заместник-прокурор в Бургас, после е в Пловдив като областен прокурор на Източна Румелия, след това е адвокат в Сливен.
В 1894 година е избран за депутат в Осмото обикновено народно събрание. На изборите от 17 октомври 1903 година Дограмаджиев заедно с Иван Салабашев (избран в Казанлък) е един от двамата депутати на Демократическата партия, избран от коалиционната листа в Сливен. След това е избран за депутат и в Тринадесетото обикновено народно събрание и Четиринадесетото обикновено народно събрание.
Женен е за Теофана Лазарова Еврова от Пазарджик. Имат три деца: Любен (адвокат и съдия), Вера (учителка) и Владимир Дограмаджиев (военен, европейски шампион по конен спорт, убит след Деветосептемврийския преврат).
Умира на 4 ноември 1931 година. Погребението е тържествено, присъстват членове на Висшия партиен съвет на Демократическата партия, а реч държи лидерът на партията в Сливен д-р Иван Дянков.